# Hycan

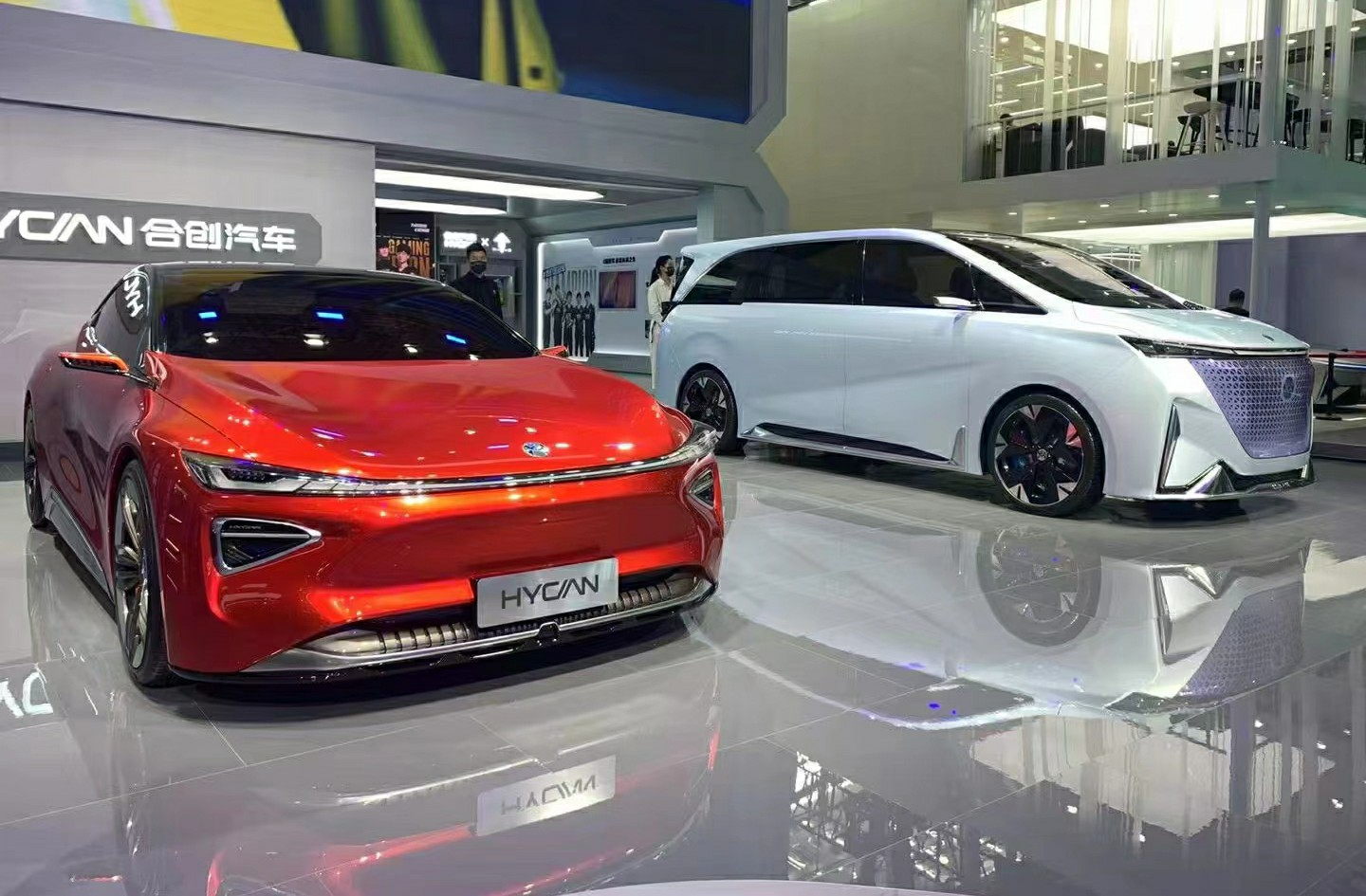
Hycan Concept-S и Hycan Concept-M

Hycan Automobile Technology (кит. 合创汽车科技有限公司) — китайский производитель электромобилей со штаб-квартирой в Гуанчжоу.

## История
10 апреля 2018 года компании GAC Group, Aion и Nio учредили совместное предприятие под названием GAC-Nio New Energy Technology Co., Ltd., а 1 апреля 2019 года было объявлено о запуске бренда Hycan.
В начале 2021 года крупнейшим акционером GAC-Nio стала компания Guangdong Pearl River Investment Management Group. Позже в том же году компания GAC-Nio сменила название на Hycan. В 2022 году компания Nio выходит из состава акционеров Hycan.

## Модельный ряд
- Hycan 007 — среднеразмерный кроссовер[5][6][7][8].
- Hycan Z03 — малолитражный кроссовер[9].
- Hycan A06 — среднеразмерный седан.
- Hycan V09 — минивэн.

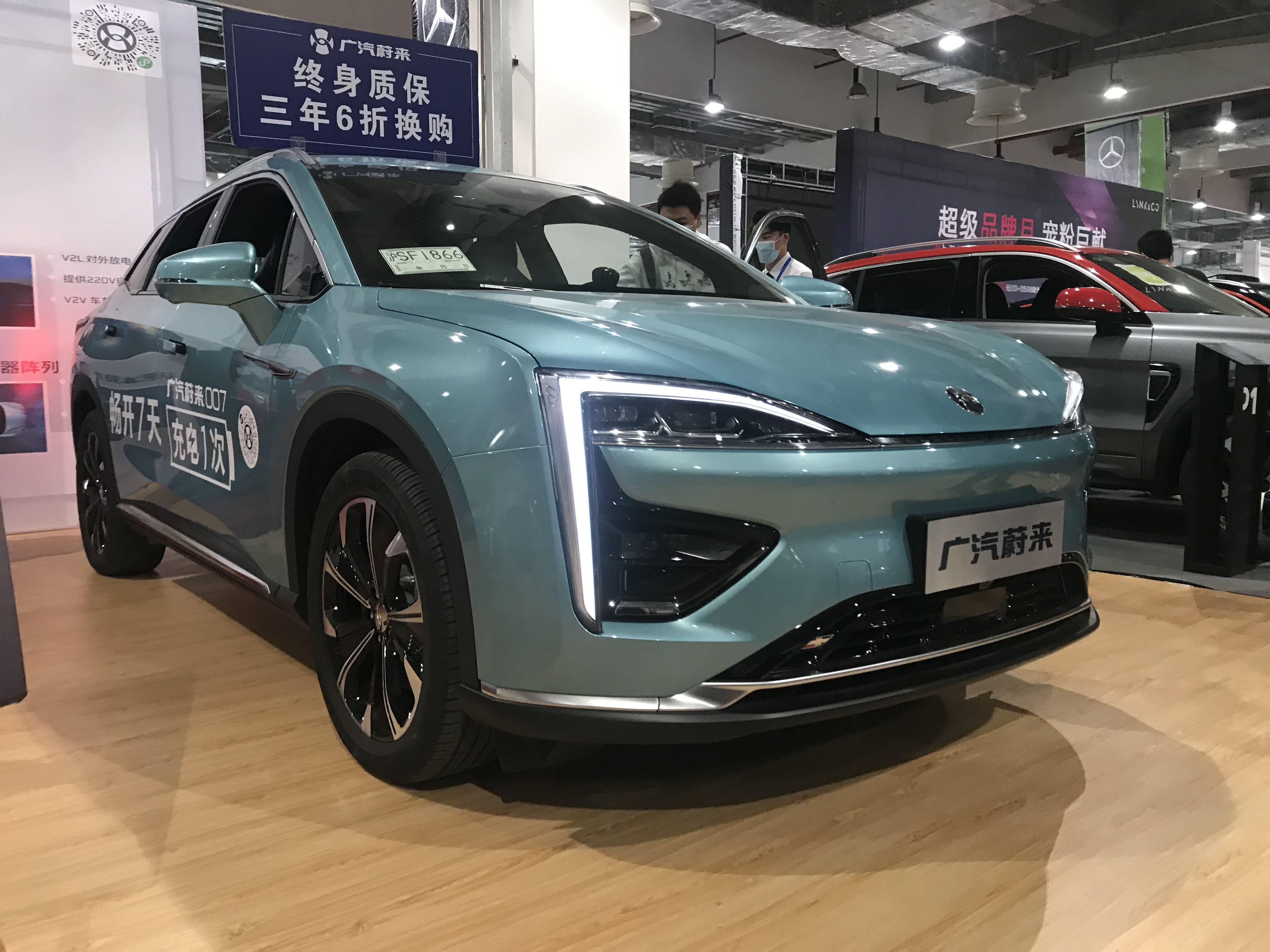
Hycan 007
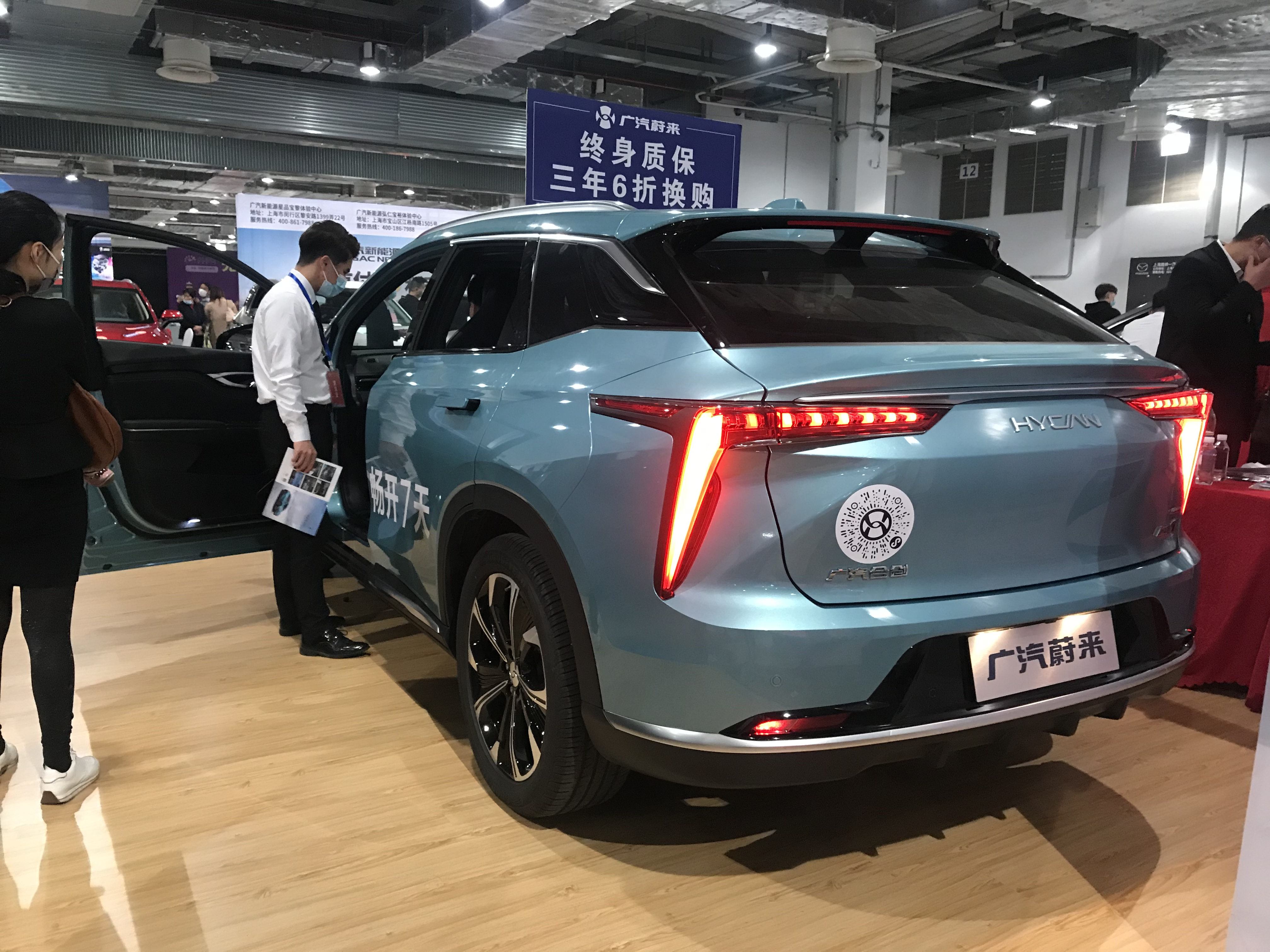
Hycan 007
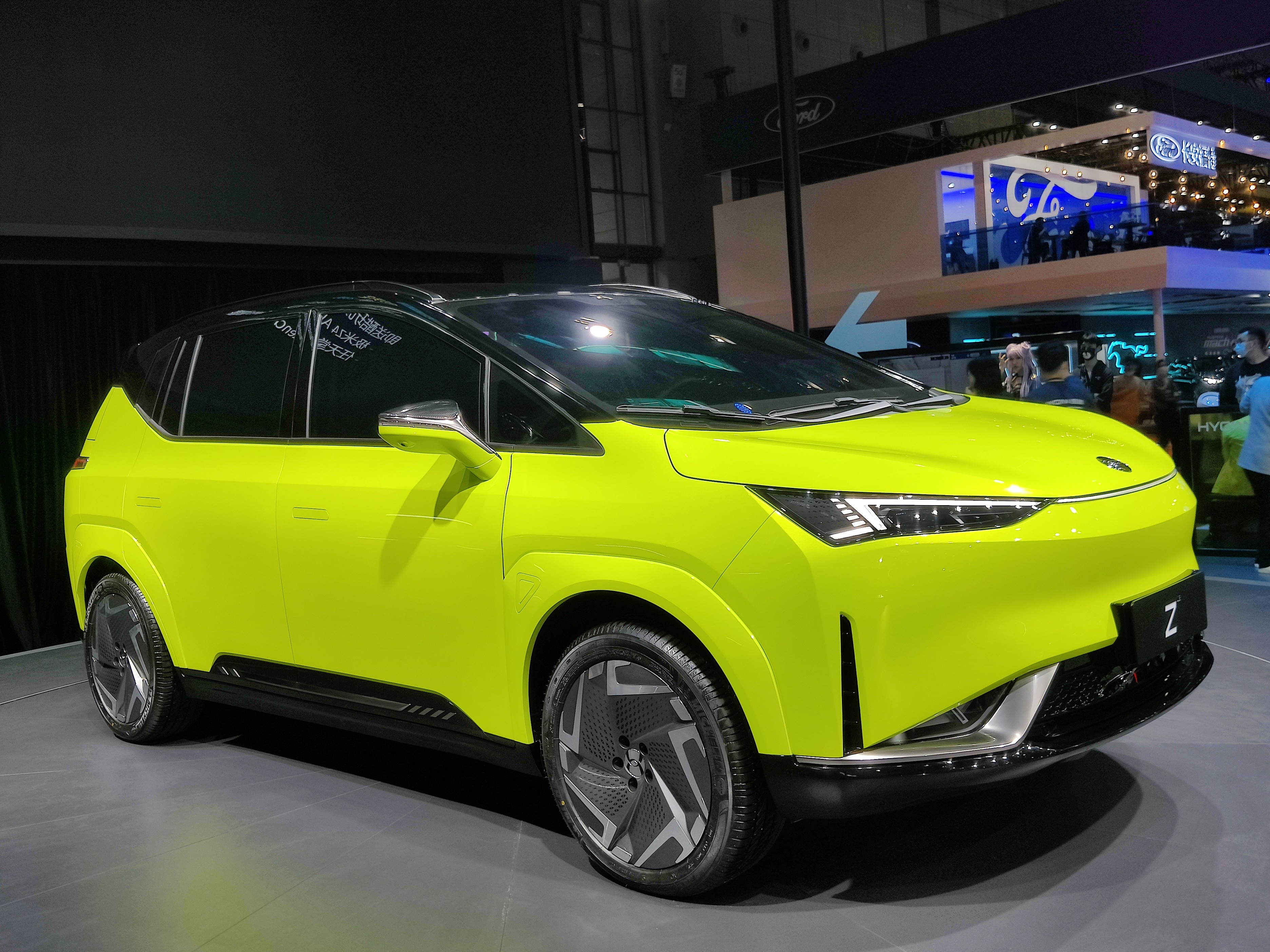
Hycan Z03
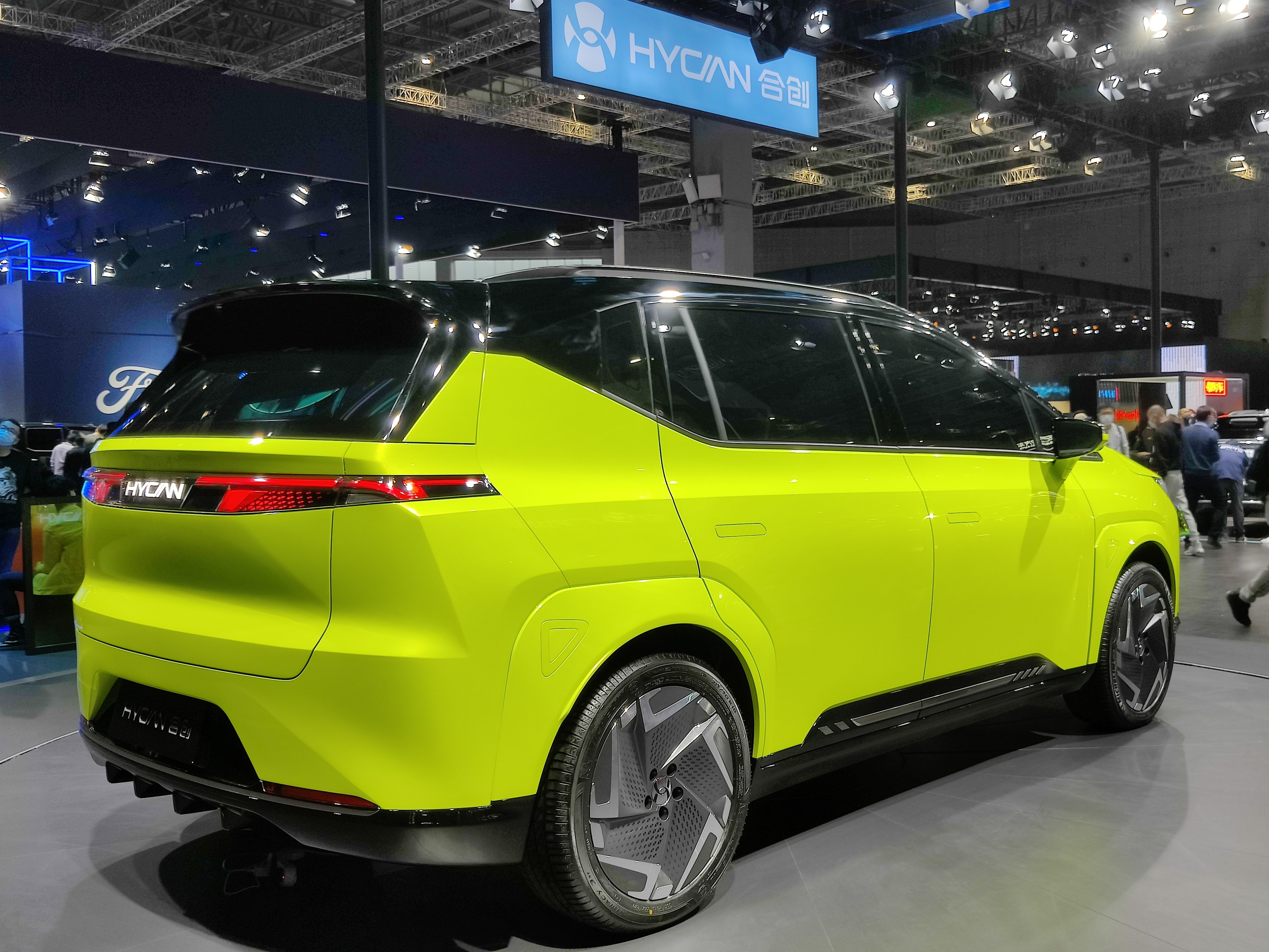
Hycan Z03
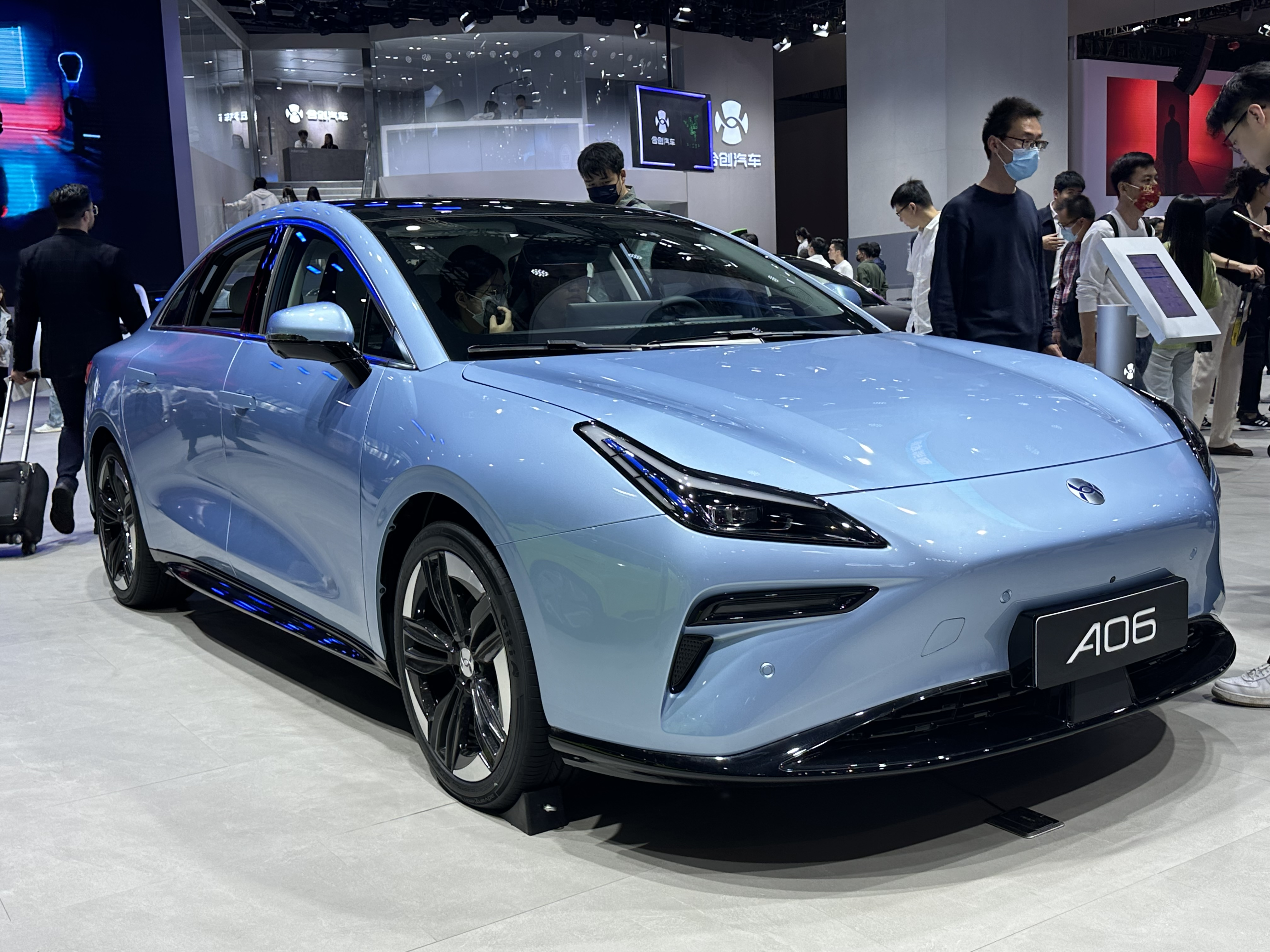
Hycan A06
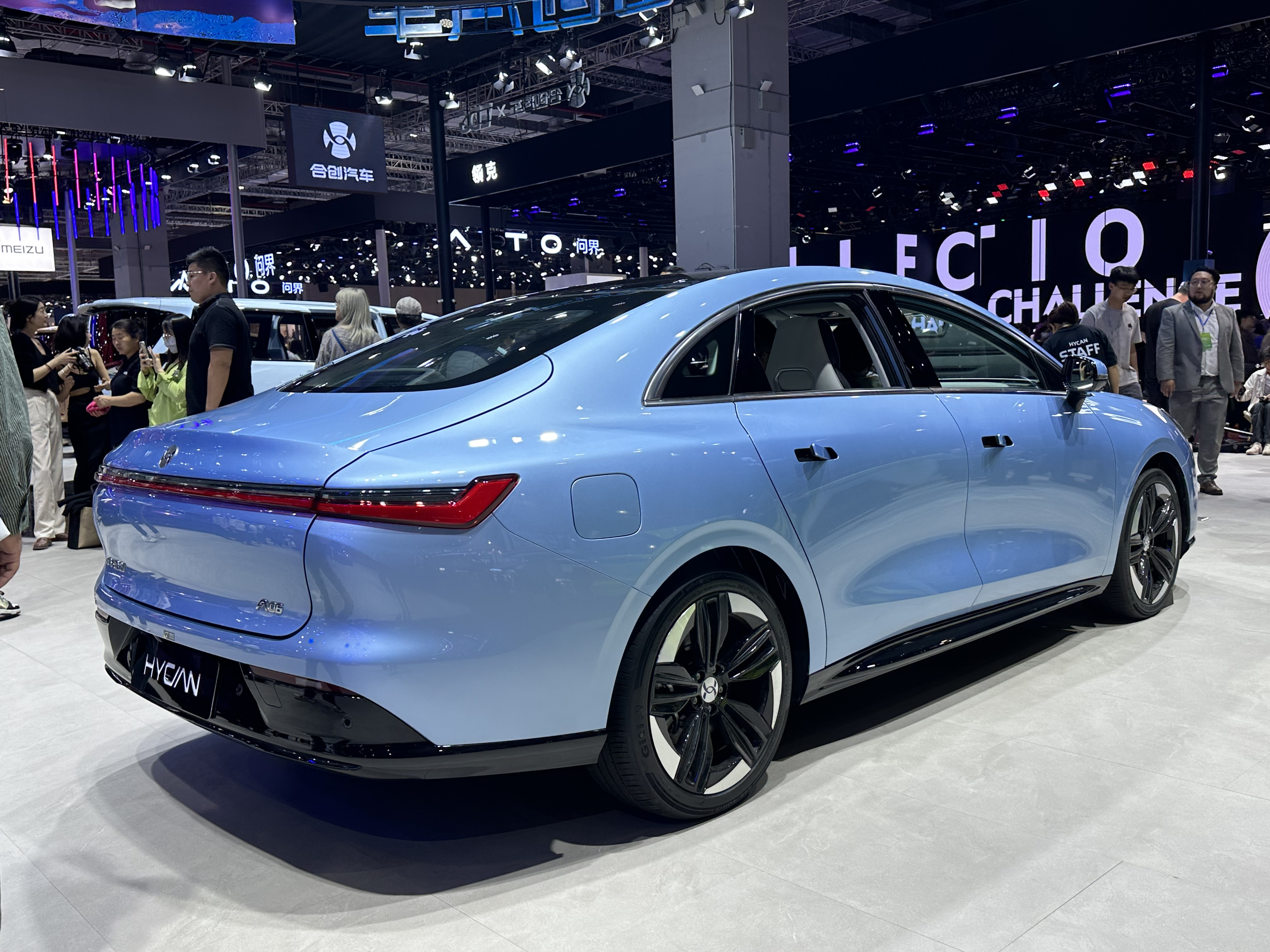
Hycan A06
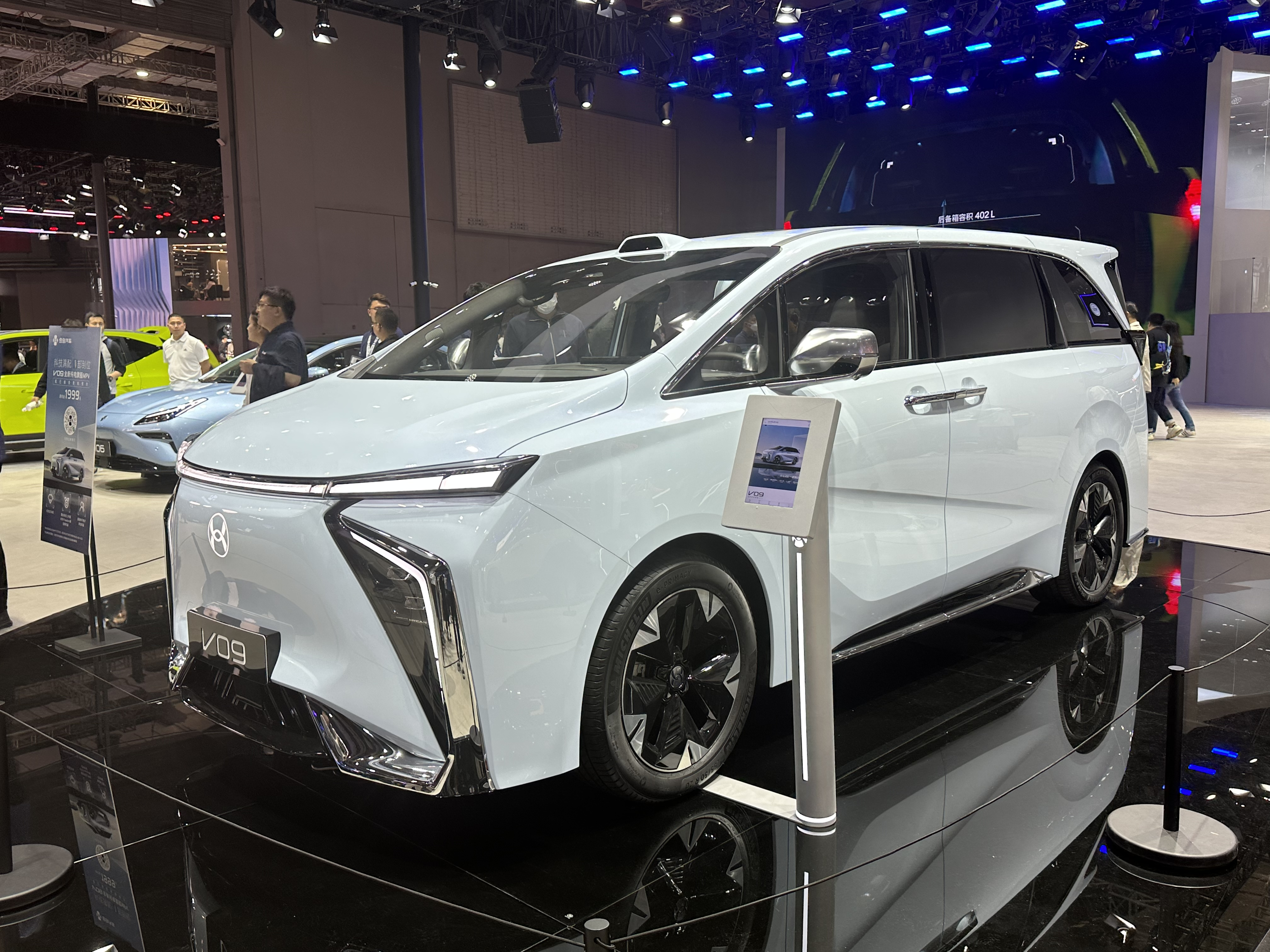
Hycan V09
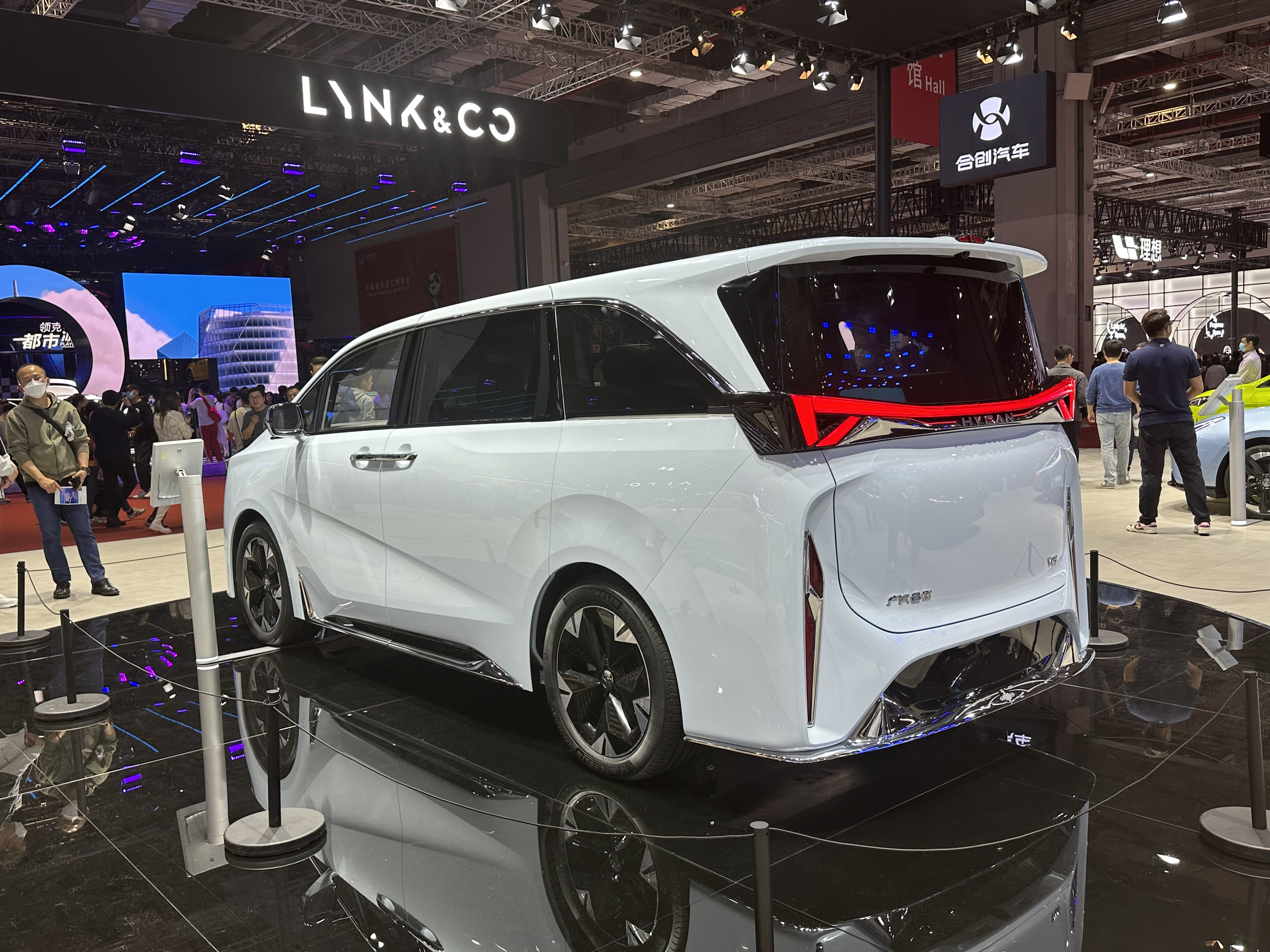
Hycan V09

## Продажи
| Год  | Продано |
| ---- | ------- |
| 2020 | 508     |
| 2021 | 2,907   |
| 2022 | 18,240  |